# Eutolype bombyciformis
Eutolype bombyciformis là một loài bướm đêm trong họ Noctuidae.